# 香港特別行政區候選人資格審查委員會
香港特別行政區候選人資格審查委員會（英語：Candidate Eligibility Review Committee）是香港負責審查並確認行政長官候選人、立法會議員候選人和選舉委員會委員候選人資格的機構。委員會由1名主席、2至4名官守成員及3名非官守成員組成，其中主席及官守成員由香港政府主要官員擔任。每名成員均由行政長官委任並報中央人民政府（國務院）備案。

## 沿革
設立候選人資格審查委員會目的是落實中共中央總書記习近平倡議的「愛國者治港」要求，是中共中央推動2021年香港政治制度改革的一部分。根據2021年3月30日，第十三屆全國人大常委會修改後的《香港基本法》附件一，行政長官、立法會議員和選舉委員會委員的候選人，都要先經過警務處國家安全處的審核，再上交維護國家安全委員會撰寫審查意見書，最後交由候選人資格審查委員會確認候選人是否擁護《香港特別行政區基本法》、效忠香港特別行政區。候選人資格審查委員會的決定不得提起訴訟，不受司法覆核。
2021年7月6日，行政長官林鄭月娥委任政務司司長李家超為香港特別行政區候選人資格審查委員會主席；委任政制及內地事務局局長曾國衞、民政事務局局長徐英偉、保安局局長鄧炳強為官守成員；委任梁愛詩、范徐麗泰、劉遵義教授為非官守成員。
2021年8月26日，資審會宣佈310名獲其裁定登記為有效的選管委員會當然委員，而資審會裁定立法會議員鄭松泰不符合擁護基本法以及效忠香港特區的條件，登記無效，其後他亦喪失議員資格。
2022年4月14日，因應早前李家超及徐英偉辭職後而產生空缺，行政長官林鄭月娥委任財政司司長陳茂波為香港特別行政區候選人資格審查委員會主席；委任教育局局長楊潤雄為官守成員。並同時免去前政務司司長李家超候選人資審主席和前民政事務局局長徐英偉官守成員職務。
2022年9月19日，行政長官李家超委任政務司司長陳國基為香港特別行政區候選人資格審查委員會主席，民政及青年事務局局長麥美娟；委任梁愛詩、范徐麗泰、劉遵義為非官守成員，免去財政司司長陳茂波候選人資格審查委員會主席及新任文化體育及旅遊局局長楊潤雄官守成員職務。

## 成員名單
主席
- 陳國基

官守成員
- 曾國衞
- 鄧炳強
- 麥美娟

非官守成員
- 梁愛詩
- 范徐麗泰
- 劉遵義

## 相關文件
- (PDF). 政制及內地事務局. 2021  [2021-04-24]. （原始内容存档 (PDF)于2021-04-24）. （页面存档备份，存于）
- (PDF). 立法會. 2021  [2021-04-24]. （原始内容存档 (PDF)于2021-04-24）. （页面存档备份，存于）
- (PDF). 立法會. 2021  [2021-04-24]. （原始内容存档 (PDF)于2021-04-24）. （页面存档备份，存于）
- 陳光熹.  (PDF). 香港開明書店. 2021  [2021-04-24]. （原始内容存档 (PDF)于2021-04-24）. （页面存档备份，存于）
- (PDF). 文匯報. 2021  [2021-04-24]. （原始内容存档 (PDF)于2021-04-24）. （页面存档备份，存于）
- (PDF). 文匯報. 2021  [2021-04-24]. （原始内容存档 (PDF)于2021-04-24）. （页面存档备份，存于）
- (PDF). 香港政府憲報. 2021  [2021-04-24]. （原始内容存档 (PDF)于2021-04-24）. （页面存档备份，存于）
- (PDF). 基本法推廣督導委員會. 2021  [2021-04-24]. （原始内容存档 (PDF)于2021-04-24）. （页面存档备份，存于）
- (PDF). 律政司. 2021  [2021-04-24]. （原始内容存档 (PDF)于2021-04-24）. （页面存档备份，存于）
- (PDF). 政府新聞處. 2021  [2021-04-24]. （原始内容存档 (PDF)于2021-04-24）. （页面存档备份，存于）
- (PDF). 國務院港澳事務辦公室. 2021  [2021-04-24]. （原始内容存档 (PDF)于2021-04-24）. （页面存档备份，存于）
- (PDF). 政制及內地事務局. 2021  [2021-04-24]. （原始内容存档 (PDF)于2021-04-24）. （页面存档备份，存于）
- (PDF). 政制及內地事務局. 2021  [2021-04-24]. （原始内容存档 (PDF)于2021-04-24）. （页面存档备份，存于）
- (PDF). 立法會. 2021  [2021-04-24]. （原始内容存档 (PDF)于2021-04-24）. （页面存档备份，存于）
- (PDF). 香港特别行政區政府駐上海經濟貿易辦事處. 2021  [2021-04-24]. （原始内容存档 (PDF)于2021-04-24）. （页面存档备份，存于）